# Pariska komuna
Pariska komuna se odnosi na vlast koja je upravljala Parizom u periodu od 18. marta (formalno od 26. marta) do 28. maja 1871. godine. Zavisno od ideologije komentatora, bila je opisivana kao anarhistička ili komunistička.
U januaru 1871. Pariz su osvojili Prusi, a nova vlada sačinjena uglavnom od monarhista, nije uspela da zbaci narodnu gardu i uhapsi republikance pa se seli u Versaj. 18. marta 1871. narod izlazi na ulice i preuzima kontrolu nad Parizom. Oni su osnovali komunu, u kojoj su ljudi sami, kontrolisali sudbinu grada i pokušali da uspostave slobodu i jednakost za sve.

## Hronologija događaja
Dana 4. septembra 1870. Prusi su bili pred Parizom, a armije carstva su bile opkoljene i u beznadežnom položaju. Carstvo se srušilo i ponovo je proglašena republika. Obrazovana je vlada nacionalne odbrane i formirana Nacionalna garda u kojoj su radnici bili u većini. Uskoro je došlo do sukoba između Nacionalne garde i vlade sastavljene od buržoazije. Dana 31. oktobra radnički bataljon je izvršio juriš na Gradsku većnicu i zarobio članove vlade. Zatim je nekoliko građanskih bataljona uspelo da oslobodi članove vlade i sačuva postojeću vlast. Dana 28. januara 1871. kapitulirao je Pariz. Nacionalna garda je sklopila primirje s Prusima koji se nisu usuđivali da uđu u Pariz. Za vreme trajanja rata radnici su bili za nastavak borbe. Sada im je glavni protivnik postao Tjer, koji se nalazi na čelu vlade, i koji je vrlo dobro shvatao opasnost po buržoaziju od naoružanih radnika. Vlada se nalazi van Pariza u Versaju. Dana 18. marta Tjer je pokušao da otme artiljeriju od Nacionalne garde. Pariz je tog jutra odzvanjao od uzvika „Živela Komuna!“. Tjerov general Lekont je naredio da se puca na nenaoružanu gomilu na Pigalu. Vojnici su odbili naređenje. Kada je general pokušao da ih natera, oni su ga ubili.
Centralni komitet Nacionalne garde u svom manifestu od 18. marta poručuje: „Proleteri Pariza usled poraza i izdaje vladajućih klasa shvatili su da je kucnuo čas kada oni moraju spasavati situaciju, uzimajući u svoje ruke vođenje javnih poslova... Oni su shvatili da je njihova najviša dužnost, i apsolutno pravo, da sami postanu gospodari svoje sudbine”. Komuna je izabrana 26. a proglašena 28. marta. Bila je sastavljena od gradskih odbornika izabranih na osnovu opšteg prava glasa. Komuna je bila zakonodavno, i u isto vreme, radno i izvršno telo. Članovi Komune su se delili na blankiste i pristalice Prudonove socijalističke škole. Dana 30. marta Nacionalna garda je postala jedina oružana sila. Komuna je ukinula regrutovanje i stajaću vojsku. Donosi se dekret o odvajanju crkve od države. Ukidaju se sva državna plaćanja za verske svrhe. Sva crkvena imanja postaju nacionalna svojina. Iz škole su uklonjeni svi verski simboli.
Spaljena je giljotina i srušen spomenik Pobednika, za mnoge simbol šovinizma i mržnje među narodima. Dana 16. aprila Komuna je napravila popis fabrika u kojima su fabrikanti obustavili rad. Izrađuju se planovi za otpočinjanje rada u tim fabrikama, i donosi odluka da se radnici organizuju u kooperativne zadruge. Proglašeno je načelo: alat radnicima, zemlja seljacima, a rad svima. Dana 20. aprila je ukinut noćni rad u pekarama. Dana 30. aprila se donosi odluka da se zatvore založni zavodi, uz obrazloženje da su oni ustanove za eksploataciju radnika. Poništena su sva dugovanja na ime kirije.
Uvedena je izbornost i smenjivost svih sudija i gradskih odbornika. Plate svih činovnika, počev od članova Komune pa naniže, izjednačene su s radničkim nadnicama. Dana 23. aprila Tjer prekida pregovore sa komunarima o razmeni pariskog nadbiskupa i velikog broja popova za Blankija koji je bio u rukama versajaca. Dana 10. maja je potpisan mirovni ugovor između Prusa i vlade u Versaju. Tjer se pojačava pristiglim zarobljenicima koje su Prusi pustili. Dana 21. maja versajci su prodrli u grad. Prešli su preko terena koji je, po uslovima primirja, bio zatvoren za Pruse. Prusi su versajcima dozvolili da nesmetano prođu. Tjer samouvereno izjavljuje: „Ja neću imati milosti“.
Dana 28. maja su na uzvišenju Belvila poslednji branioci Komune pružali očajnički otpor. Onda je nastupila krvava nedelja. Umesto streljanja puškama, ubijalo se iz mitraljeza. Neki komunari su uspeli da se probiju i spasu prelaskom kroz pruske položaje. Prusima je bilo zabranjeno da propuštaju komunare, ali saksonski armijski korpus nije u potpunosti poštovao ovu odluku. Nakon toga, vlasti su naterale zarobljenike da marširaju od Versaja do Satorija. Uz put su neke ljude probudili usred noći, primorali ih da sami iskopaju svoje grobove i onda ih pobili. Ukupno je ubijeno oko 30.000 muškaraca.

## Istorijski kontekst
Komunu je omogućio građanski ustanak svih revolucionarnih tendencija u Parizu nakon Francusko-pruskog rata koji je završio francuskim porazom. Rat s Pruskom, koji je započeo Napoleon III (Luj Bonaparta) u julu 1870, bio je katastrofalan za Francuze pa je u septembru sam Pariz bio pod opsadom. Razlika između bogatih i siromašnih u glavnom gradu je porasla zadnjih godina pa su tadašnja nestašica hrane i neprestano prusko bombardiranje bili samo dodatni razlog opšteg nezadovoljstva. Radnička klasa se sve više otvarala radikalnim idejama. Postojao je konkretan zahtev da bi Pariz morao imati svoju samoupravu u vidu nekog izabranog veća (gradsko veće se na francuskom takođe zove commune, nešto što je već postojalo u većini francuskih gradova, ali je bilo negirano Parizu, jer se vlada bojala stanovništva glavnoga grada kojim se nije moglo vladati. Tom zahtevu je bila pridružena i jedna manje formulirana želja za jednim pravednijim, ako i ne obavezno socijalističkim vođenjem ekonomije koja je bila sažeta u narodnom izrazu: La Sociale!.
U januaru 1871, kad je opsada trajala već četiri meseca, Luj Adolf Tjer, koji je uskoro postao izvršni šef, a kasnije predsednik Treće republike, zatražio je primirje. Jedan od pruskih uslova za mir je bila i okupacija Pariza. Uprkos dugotrajnoj i teškoj opsadi, mnogi su Parižani bili snažno uvređeni i posebno besni zbog čina koji će Prusima dozvoliti kratku ceremonijalnu okupaciju njihovoga grada.
U tom su trenutku deseci hiljada Parižana bili članovi jedne građanske milicije poznate kao „Nacionalna garda”, koja se bila u velikoj meri proširila da bi pomogla u obrani grada. Bataljoni iz najsiromašnijih kvartova su izabrali svoje oficire i posedovali su mnoge topove koji su bili postavljeni u Parizu i plaćeni javnim sredstvima. Grad i njegova Nacionalna garda su se odupirali pruskim trupama šest meseci. Stanovništvo Pariza je bilo prezirno prema okupaciji, te su zato ograničili prusko prisustvo na jedno malo područje grada i nadzirali su te granice.
Počeo se formirati Centralni komitet Garde, a Luj Adolf Tjer, predsednik nove, treće francuske republike, postao je svestan da bi taj organ u trenutno nestabilnoj situaciji mogao postati alternativni centar političke moći. Takođe, bojao se i toga da bi se radnici mogli naoružati oružjem Nacionalne garde i izazvati Pruse.
Tu su se sad događali razni smeteni događaji i istorijske knjige o tom kratkom razdoblju do osnivanja Komune nisu baš jasne, ali ono što je jasno je da je Nacionalna garda, pre nego što su Prusi ušli u Pariz, uz pomoć običnih građana sklonila sve topove (koje su smatrali svojim vlasništvom) daleko od Prusa i čuvala ih je na sigurnom. Jedno od glavnih „topovskih skladišta” je bilo na vrhu Monmartr.

## Uspon i priroda komune
Prusi su na kratko ušli u Pariz i izašli bez incidenata. Ali, grad je i dalje bio opkoljen dok se povlačilo pitanje ratnih odšteta.
Dok je Centralni komitet Nacionalne garde zauzimao sve radikalnije stajalište i osvajao sve više autoriteta, vlada nije mogla da dozvoli da isti ima na neodređeno vreme na raspolaganju četrsto topova. Zbog toga je Tjer, kao prvi korak, 18. marta naredio redovnim trupama da uzmu topove uskladištene na Monmartru. Umesto da izvrše naredbu vojnici su se sprijateljili sa Nacionalnom gardom i stanovnicima. Kad im je njihov general Klod Martin Lekomt dao naređenje da pucaju na nenaoružanu gomilu, oni su ga srušili s konja, te streljali zajedno sa generalom Tomasom - omraženim bivšim komandantom Garde kojeg je zarobila gomila u spoljašnjim bulevarima.
Nekoliko drugih vojnih jedinica se pridružilo pobuni, koja se toliko brzo širila da je predsednik Tjer naredio brzu evakuaciju Pariza od strane svih još poslušnih oružanih snaga, policije i specijalista. On je i sam pobegao, njima na čelu, prema Versaju. Centralni komitet Nacionalne garde je sad ostao jedina efektivna vlada u Parizu; zato je odmah abdicirao svoj autoritet i pripremio izbore za komunalni Savjet, koji su se održali 26. marta.
Komunalni savjet od 92 člana je bio sastavljen od kvalifikovanih radnika, raznih stručnjaka (kao što su lekari i novinari) i velikog broja političkih aktivista raznih struja - od republikanskih reformista, preko raznih vrsta socijalista pa skroz do jakobinaca koji su se nostalgično prisećali revolucije iz 1789. Harizmatični socijalista Luj Ogist Blanki je bio izabran za predsednika Saveta, ali to se dogodilo u njegovoj odsutnosti. On je, naime, bio uhapšen 17. marta i zatočen u tajnom zatvoru za vreme celog razdoblja postojanja Komune. Pariska komuna je proglašena 28. marta, iako su mnogi kvartovi i susedstva zadržali organizacije utemeljene još za vreme opsade.
Uprkos internim razlikama, Savet je uspešno započeo održavanje javnih službi neophodnih za grad s dva miliona stanovnika; bio je čak u stanju da ostvari konsenzus kod raznih političkih odluka koje su po svom sadržaju naginjale ka jednoj naprednoj socijaldemokraciji, više nego ka socijalnoj revoluciji. Manjak vremena (Komuna je bila u prilici da se sastaje manje od 60 dana) je razlog zbog kojeg je samo mali broj odluka bio efektivno sproveden. One uključuju: oprost najamnina iz celog razdoblja opsade (za vreme koje su ih mnogi vlasnici poprilično podigli); ukidanje noćnog rada u stotinama pariskih pekara; ukidanje giljotine; uvođenje novčane naknade nevenčanim suprugama pripadnika Nacionalne garde ubijenih u službi, kao i njihovoj deci; povraćaj, od strane državnih službi svih sredstava za rad koje su radnici založili za vreme opsade; bili su odgođeni rokovi isteka menica i ukinuta je kamata na dug; dato je pravo radnicima da preuzmu i vode preduzeće, ako ga je vlasnik napustio.
Savet je ukinuo regrutovanje za vojsku, a umesto toga je uveo Nacionalnu gardu sastavljenu od svih građana koji su mogli i bili voljni da nose oružje. Među zakonodavnim projektima, razdvajanje crkve i države je omogućilo nacionalizaciju crkvenih dobara i isključivanje religije iz škola. Međutim, crkvama nije bilo zabranjeno da se bave religioznim aktivnostima, ali su istovremeno služile i za večernja javna politička okupljanja. Crkve su bile glavna poprišta političkog učestvovanja u Komuni. Jedan drugi zakonodavni projekt se ticao reforme obrazovanja, trebalo je da on visoko obrazovanje i tehničku poduku učini dostupne svima.
Komuna je vratila u opticaj francuski republikanski kalendar i za vreme svog kratkog postojanja je koristila crvenu zastavu umesto trobojnice.
Opseg rada je bio olakšan raznim faktorima, iako su članovi Saveta (koji nisu bili „predstavnici”, nego delegati podložni neposrednom opozivu u bilo kojem trenutku od strane njihovih birača) morali voditi i mnoge izvršne funkcije, a ne samo zakonodavne. Mnoge ad hoc organizacije osnovane u gradskim četvrtima za vreme opsade sa svrhom da zadovolje potrebe stanovništva (menze, hitne pomoći...) su nastavile da cvetaju i sarađuju sa Komunom.
Istovremeno, lokalne skupštine nisu napustile svoje ciljeve, a u njima su uglavnom delovali lokalni radnici. Uprkos formalnom reformizmu Saveta, sastav Komune je u svojoj suštini bio revolucionaran. Među prisutnim revolucionarnim strujama tu su bili anarhisti i socijalisti, blankisti i slobodarski republikanci. Pariska komuna je neprestano slavljena među anarhistima i marksistima sve do današnjih dana, dobrim delom baš zbog te različitosti orijentacija, zbog visokog stupnja radničkog samoupravljanja i zbog uspešne saradnje među raznim revolucionarnim grupama.
U trećem arondismanu, na primer, se besplatno delio školski pribor, tri su škole laicizirane (odstranjena je religioznost) i otvoreno je sirotište. U XX arondismanu su učenici besplatno dobivali odeću i hranu. Bilo je još mnogo sličnih primera, ali jedan od ključnih elemenata relativnog uspeha Komune je bila inicijativa koju su u javnom sektoru pokazali obični radnici. Oni su uspešno na sebe preuzeli zadatke administratora i specijalista koje je Tjer odveo sa sobom.
Fridrih Engels je kasnije tvrdio da su nepostojanje vojske, samouprava gradskih četvrti i druge osobenosti značile da Komuna nije više bila „država” u starom i represivnom smislu reči: ona je bila jedan tranzicioni oblik koji je težio ka ukidanju države kao takve. Međutim, njen budući razvoj je ipak ostao samo teorijsko pitanje. Nakon samo nedelju dana, postala je metom napada elemenata nove francuske vojske na brzinu sastavljene u Versaju.

## Literatura
- Rougerie, Jacques (2014). La Commune de 1871. Paris: Presses universitaires de France. ISBN 978-2-13-062078-5.
- Rougerie, Jacques (2004). Paris libre 1871. Paris: Editions du Seuil. ISBN 978-2-02-055465-7.
- Milza, Pierre (2009a). L'année terrible: La Commune (mars–juin 1871). Paris: Perrin. ISBN 978-2-262-03073-5.
- Milza, Pierre (2009b). L'année terrible: La guerre franco-prussienne (septembre 1870 – mars 1871). Paris: Perrin. ISBN 978-2-262-02498-7.
- du Camp, Maxime (1881). Les Convulsions de Paris. Paris: Hachette.
- The Red Republic, A Romance of The Commune, Robert W. Chambers 1895 (a Romantic adventure about the Paris Commune of 1871)
- Gluckstein, Donny (2006). The Paris Commune: A Revolution in Democracy. London: Bookmarks. ISBN 978-1-90-519214-4.
- The World That Never Was: A True Story of Dreamers, Schemers, Anarchists and Secret Police by Alex Butterworth (Pantheon Books, 2010)
- (језик: немачки) Haupt, Gerhard; Hausen, Karin: Die Pariser Kommune: Erfolg und Scheitern einer Revolution. Frankfurt Campus Verlag. 1979. ISBN 978-3-593-32607-8..
- Edwards, Stewart (1971). The Paris Commune 1871. London: Eyre & Spottiswoode. ISBN 978-0-413-28110-4.
- De la Croix de Castries, René (1983). Monsieur Thiers. Librarie Academique Perrin. ISBN 978-2-262-00299-2.
- Guiral, Pierre (1986). Adolphe Thiers ou De la nécessité en politique. Paris: Fayard. ISBN 978-2-213-01825-6.

## Spoljašnje veze
- Izvorni tekst o Pariskoj komuni na Anarhopediji
- Istorija Pariske komune
- La Commune de 1871 by JP Achard (in French)
- Paris Commune Archive at Marxists Internet Archive
- Paris Commune Archive at Anarchist Archive
- Karl Marx and the Paris Commune by C.L.R. James
- The Paris Commune and Marx' Theory of Revolution by Paul Dorn
- Association Les Amis de la Commune de Paris (1871) (in French)
- Siege and Commune of Paris Collection (ca. 1870-1871) Архивирано на веб-сајту  (12. април 2019) at Northwestern University Library: McCormick Library of Special Collections
- Paris Commune on Encyclopedia.com
- Movie (in Polish): JAROSŁAW DĄBROWSKI (released: 26 January 1976) directed by Bohdan Poręba (length: 2 hours, 12 minutes); Music by Wojciech Kilar; After opening credits, at 03:37 begins with extensive scenes of the 1871 Siege and Commune of Paris
- Documentary (in French): COMMUNE DE PARIS (LA) (released: 1951) directed by Robert Ménégoz (length: 24 minutes, 55 seconds); Dramatic historical evocation of the Paris Commune, and its Bloody Week, featuring numerous documents, photographs, and drawings, animated with special effects, and underscored with music, describing major events of the Commune, while presenting its leaders
- Encyclopædia Britannica